# Dita Indah Sari
Dita Indah Sari (Medan, Sumatra Septentrional, 30 de diciembre de 1972) es una sindicalista y política indonesia. En 1996 fue condenada a 5 años de cárcel, acusada de sedición, por liderar protestas pacíficas contra la dictadura de Suharto. Durante su prisión, fue nombrada prisionera de conciencia por Amnesty International.
Liberada en 1999, fue elegida como presidenta del sindicato FNPBI. En 2002 1 renunció a los 50.000$ del Premio Reebok de Derechos Humanos, al considerar que dicha compañía tenía un historial cuestionable en tal campo.
En el área política, se ha convertido en la cabeza del partido PRD, una formación socialista incluida dentro de la más amplia alianza Papernas.